# District de Inje
Le district de Inje est un district de la province du Gangwon, en Corée du Sud. Rural et peu peuplé, il est situé dans les montagnes du nord-est du pays.

## Géographie

### Localisation
Le district de Inje est situé dans la province de Gangwon, au nord de la Corée du Sud. Il est bordé par le district de Hongcheon au sud, par les districts de Goseong et Yangyang, et la ville de Sokcho à l'est, ainsi que par la ville de Chuncheon et le district de Yanggu à l'ouest. Au nord, on trouve la zone démilitarisée à la frontière avec la Corée du Nord.
Le disctrict est à environ 1 h 30 de la capitale Séoul.

### Géologie et reliefs
Le territoire du district est bordé à l'est par les monts Taebaek et notamment par le Seoraksan, le plus haut massif des Taebaek avec 1 708 mètres d'altitude, et troisième mont le plus haut du pays, au nord-ouest par la montagne Daeamsan, à la limite du district de Yanggu.
À l'ouest s'étendent des plaines utilisées pour l'agriculture, parcourues par plusieurs rivières prenant leur source dans les montagnes. Le district de Inje est aussi très boisé puisqu'il est recouvert à 88 % de forêt. Une partie du parc national de Seoraksan s'étend sur son sol.

### Climat
Le tableau ci-après indique les températures et les précipitations entre 1981 et 2010.
| Mois                              | jan.  | fév.  | mars | avril | mai   | juin  | jui.  | août  | sep.  | oct.  | nov.  | déc.  | année   |
| --------------------------------- | ----- | ----- | ---- | ----- | ----- | ----- | ----- | ----- | ----- | ----- | ----- | ----- | ------- |
| Température minimale moyenne (°C) | −11   | −8,1  | −2,3 | 3,5   | 9,2   | 14,6  | 19,3  | 19,4  | 13,5  | 6     | −0,9  | −7,2  | 4,7     |
| Température moyenne (°C)          | −5,2  | −2,2  | 3,5  | 10,6  | 15,7  | 20    | 23,1  | 23,3  | 18,1  | 11,6  | 4,5   | −2    | 10,1    |
| Température maximale moyenne (°C) | 1     | 4,2   | 10   | 18    | 22,9  | 26,6  | 28,1  | 28,7  | 24,5  | 18,9  | 10,7  | 3,7   | 16,5    |
| Ensoleillement (h)                | 160,5 | 159,9 | 192  | 211,8 | 224,1 | 205,2 | 159   | 157,7 | 175,7 | 175,7 | 139,5 | 146,2 | 2 128,1 |
| Précipitations (mm)               | 17,5  | 20,7  | 38   | 61,1  | 97,7  | 118,2 | 307,2 | 294   | 156,4 | 40,7  | 39,5  | 19,7  | 1 210,5 |

## Histoire
Sous la dynastie Koguryo, Inje s'appelait Jeojokhyeon, puis Heejaehyeon sous le royaume de Silla ; ce n'est que sous celui de Goryeo qu'il obtient son nom actuel. Et c'est en 1986 qu'il reçoit son statut de district.
En 1945, lorsque les États-Unis et l'Union soviétique occupent la péninsule coréenne, le nord d'Inje passe sous la juridiction soviétique. Mais, à l'issue de la guerre de Corée, le district est recomposé.

## Politique et administration
Inje-gun est divisé en 1 eup (Inje) et en 5 myeons : Buk, Kirin, Nam, Sangnam et Seohwa.

## Démographie
La population du district d'Inje est de 31 980 habitants en 2019, ce qui représente une diminution de près de 1 000 habitants par rapport à 2017. Bien que l'on observe des retours de personnes dans cette région rurale, la population tend à diminuer depuis plusieurs années. 29,5 % de la population vit à Inje-eup.
| 1997   | 2002   | 2007   | 2012   | 2017   | 2019   |
| ------ | ------ | ------ | ------ | ------ | ------ |
| 34 215 | 32 505 | 32 317 | 32 769 | 32 901 | 31 981 |

Le district, comme l'ensemble de la Corée du Sud, voit sa population vieillir : les plus de 65 ans représentent 19 % de la population, tandis que les jeunes de moins de 14 ans représentent moins de 12 % des habitants.

## Économie
Essentiellement rurale, Inje est une région agricole importante. On y cultive notamment des céréales et des pommes de terre, mais aussi du ginseng, des champignons ou des légumes. Elle est aussi la première productrice de miel du pays. L'agriculture emploie la moitié de la population.
La majeure partie de son territoire étant recouverte de forêt, Inje est aussi la première terre forestière de Corée du Sud.
Inje est une zone touristique modeste, qui attire quelques touristes, venant profiter de la nature et découvrir le parc national.
On y trouve aussi un circuit automobile, le circuit Autopia, qui a ouvert en 2013.

## Environnement
Le parc national Seoraksan est classé réserve de biosphère par l'UNESCO depuis 1982, grâce à sa biodiversité et ses espèces endémiques. Ainsi on peut y trouver 1 400 espèces de plantes, dont l'Edelweiss et la Carex chordorrhiza, et 2 000 espèces animales, comme le goral coréen, le cerf porte-musc ou l'ours noir d'Asie.

## Éducation
L'université d'Inje forme 10 000 étudiants dans le domaine médical.